# Маріо фон Аппен
Маріо фон Аппен (нім. Mario von Appen; нар. 31 липня 1965, Гамбург) — німецький веслувальник-байдарочник, виступав за збірну Німеччини наприкінці 1980-х — у першій половині 1990-х років. Чемпіон літніх Олімпійських ігор у Барселоні, дворазовий чемпіон світу, багаторазовий переможець і призер першостей національного значення.

## Життєпис
Маріо фон Аппен народився 31 липня 1965 року в Гамбурзі. Активно займатися веслуванням на байдарках почав у ранньому дитинстві, проходив підготовку в спортивному клубі гамбурзької поліції й пізніше в асоціації каное міста Ессена.
Першого серйозного успіху на дорослому міжнародному рівні досягнув у сезоні 1989 року, коли потрапив до основного складу німецької національної збірної й побував на чемпіонаті світу в болгарському Пловдіві, звідки привіз срібну нагороду, яку виграв у змаганнях чотиримісних екіпажів на дистанції 500 метрів — разом з партнерами по команді Фолькером Кройцером, Томасом Пфрангом і Райнером Шоллем поступився екіпажу з СРСР.
Після об'єднання Німеччини через дуже високу конкуренцію в збірній Аппен довгий час не потрапляв до основного складу й не брав участі у великих міжнародних регатах. Він повернувся в основу лише в 1992 році, коли одного з лідерів команди, Детлефа Гофмана, дискваліфікували за вживання заборонених речовин. Завдяки низці вдалих виступів удостоївся права захищати честь країни на літніх Олімпійських іграх в Барселоні, де в екіпажі четвірок разом з Томасом Райнеком, Андре Воллебе і Олівером Кегелем завоював золоту медаль на дистанції 1000 метрів.
Ставши олімпійським чемпіоном, Аппен ще протягом кількох наступних років продовжував виступати на найвищому рівні і здобув низку значних перемог. Так, на чемпіонаті світу 1993 року в Копенгагені з тим самим чотиримісним екіпажем він тричі піднімався на п'єдестал пошани: виграв золоті медалі в кілометровій і десятикілометровій гонках, тоді як на п'ятистах метрах став срібним призером, програв російської четвірці Віктора Денисова, Анатолія Тищенка, Олександра Іваника і Олега Горобія. Рік по тому на світовій першості в Мехіко здобув бронзу в кілометровому заліку четвірок, пропустивши вперед команди Росії та Польщі.
Останній значущий результат показав у 1995 році на домашньому чемпіонаті світу в Дуйсбурзі, де разом з Детлефом Хофманом, Томасом Райнеком і Марком Цабелем завоював срібну медаль у гонці на 500 метрів — золото при цьому знову дісталося росіянам Денисову, Тищенко, Горобію і Сергію Верліну, який до них приєднався. Невдовзі після цих змагань Маріо фон Аппен завершив кар'єру професійного спортсмена.